# 青岛永宁路小学
36°10′32.5″N 120°23′00″E / 36.175694°N 120.38333°E
青岛永宁路小学是位于中国山东省青岛市李沧区永定路11号的一所小学，其历史可追溯到创建于德国殖民时期1913年的沧口蒙养学堂，1914年日军占领后改设沧口公学堂，1922年青岛回归后改名胶澳商埠公立沧口初级小学校，南京国民政府将其改名为青岛市市立沧口小学校，1933年在现址建设新校舍，1960年改现名。

## 校史
1913年7月，德国胶澳总督府在大瓮窑头（曾改称达翁村，1943年日军为扩建沧口机场拆除）开办沧口蒙养学堂，招收中国学生。1914年8月日德开战，沧口蒙养学堂停办。日军占领后，于1915年3月在各蒙养学堂的基础上开办公学堂，沧口蒙养学堂改为沧口公学堂。1922年12月北洋政府收回青岛后，沧口公学堂改名胶澳商埠公立沧口初级小学校。1928年，沧口小学有学生115人，教员3人，职员1人，校址位于沧台路。有资料记载沧口小学1920至30年代曾设于沧台路沧口天后宫内。

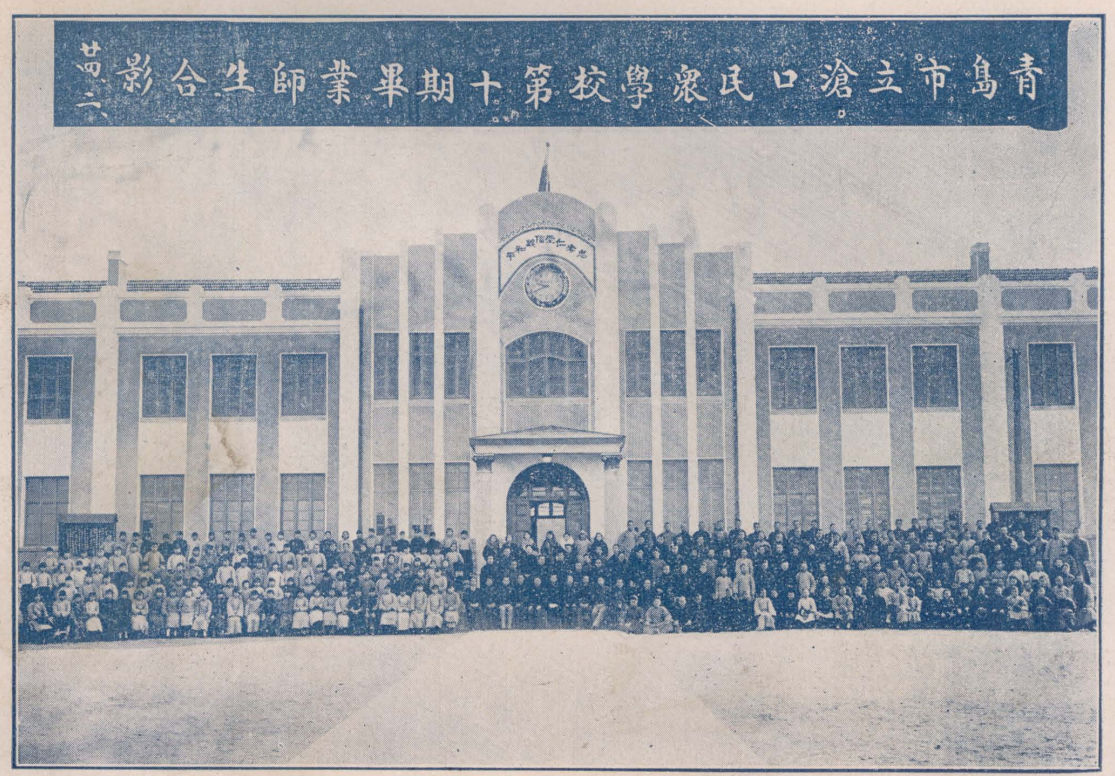
沧口民众学校师生在沧口小学教学楼前合影，1935年

1929年南京国民政府接收青岛后，改名青岛特别市市立沧口小学校，次年改名青岛市市立沧口小学校。1933年，青岛市政府为该校新建校舍，次年建成。1930年代，沧口小学曾附设沧口民众学校。1935年，该校有学生1600余人，另有民众学生400余人。1937年七七事变后该校停课。1938年1月日军第二次占领青岛后，该校校舍被日军占据。1939年重新开课，当年有教学班19个，学生954人，教师22人。1947年，该校有教学班35个，学生1575人，教师50人。
1949年青岛解放后，该校经改造整顿有所发展。因学生逐年增多，曾于1955年实行二部制教学。1950年，曾在沧口小学开设青岛市第七机关小学，为沧口区机关干部业余补习文化。沧口小学校内还曾于1952年开设沧口区职工业余学校。1960年，青岛沧口小学改名青岛永宁路小学。文革初期该校曾一度停课，1970年代初曾实行小学五年制及“戴帽”附设初中班。1987至1988年，该校有教学班22个，学生1100人，教职员68人。1995至1996年，该校校舍原址重建。
2002年，该校有教职工59人，在校学生1058人。该校拥有“青岛市规范化学校”、“青岛市精神文明标兵单位”、“全国中小学创造教育先进单位”、“山东省电化教育先进单位”、“青岛市绿化先进单位”等荣誉称号。

## 校舍

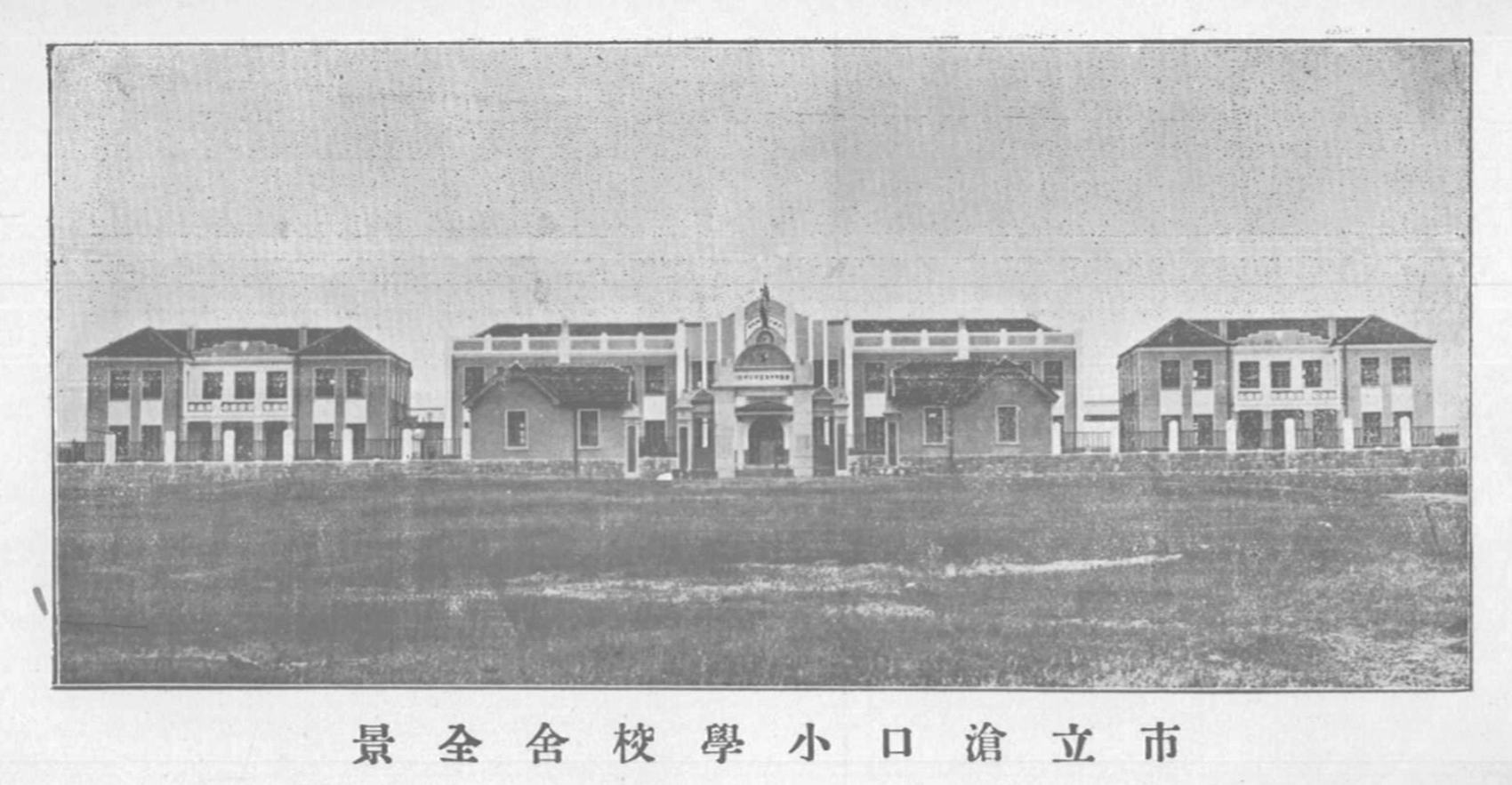
原沧口小学校舍全景

1933年，青岛市政府为该校新建校舍，其建筑费用4万元（一说工程费用5.28万元）一半由市政府补助，一半由地方自筹，1934年建成。共有二层教学楼三座，总建筑面积2600平方米，有教室21间，办公室6间，宿舍4间，大礼堂1处，其他用房15间。1987至1988年记载校舍占地面积15亩，建筑面积3116平方米。
1995年，青岛市及李沧区政府投资1000余万元对校舍原址重建，1996年8月竣工。新校舍建筑面积6700余平方米，有教学楼、办公楼、幼儿园，规模按24个班设置，设图书室、阅览室、电教室、演播室、微机室等。